# IC 2436
IC 2436 — галактика типу *2 (подвійна зірка) у сузір'ї Гідра.
Цей об'єкт міститься в оригінальній редакції індексного каталогу.